# Otto Köhler (Sänger)
Otto Köhler (* 25. Juni 1903 in Neu-Isenburg; † 1. April 1976 in Hannover) war ein deutscher Opernsänger (Bariton) und Gesangspädagoge.

## Leben
Otto Köhler absolvierte wie sein Vetter, der Tenor Franz Völker, zunächst eine Lehre bei der Disconto-Bank in Frankfurt am Main, wo er danach als Bankangestellter tätig war. Wie Franz Völker war auch er Mitglied des Gesangvereins Frohsinn – Sängerbund 1834 Neu-Isenburg und hatte ebenfalls Gesangsunterricht bei Alexander Wellig–Bertram, der auch den Bariton Heinrich Schlusnus ausgebildet hatte. Clemens Krauss engagierte Otto Köhler 1928 als lyrischen Bariton-Anfänger an die Frankfurter Oper, wo Köhler den Silvio in Leoncavallos Bajazzo sang.
Über die Stationen des Opernhauses in Köln unter Eugen Szenkar, des Stadttheaters in Ulm unter Herbert von Karajan und Koblenz, wurde er 1937 vom Intendanten und Generalmusikdirektor Rudolf Krasselt an das Opernhaus Hannover als Erster lyrischer Bariton engagiert. Diesem Haus blieb er treu und war noch bis 1969 als Gast verpflichtet. Ab 1947 unterrichtete er an der Hochschule für Musik, Theater und Medien Hannover als Gesanglehrer bis zu seinem Tode im Jahre 1976.

## Wirken
Otto Köhler verfügte über eine angenehm sonore, lyrische Baritonstimme, die sich mit zunehmendem Alter zum Charakterbariton entwickelte. Seine Spielbegabung und sein Spielwitz ließen ihn zum Paradedarsteller des Rossinischen Figaro werden, eine Rolle, die er über 200 Mal gesungen hat und mit der er in Berlin, Düsseldorf, Hamburg und Köln gastierte. Ebenso sang er den Papageno in Mozarts Zauberflöte, und – das Heldenbaritonfach ausgenommen – fast alle Baritonpartien außer Mozarts Don Giovanni und Graf Almaviva in Mozarts Oper Le nozze di Figaro. Diesen beiden Rollen, für die er von der Statur her weniger geeignet erschien, konnte er öfter mit Erfolg entgehen, indem er listigerweise als Gast für den Don Giovanni oder den Grafen seinen Berliner Kollegen Karl Schmitt-Walter bei der Intendanz empfahl. Dieser überließ ihm im Gegenzug in Berlin nur zu gern den Rossini-Figaro. Im Alter von 70 Jahren sang er in Hannover noch den Fürsten Ottokar in Carl Maria von Webers Freischütz.
Als Gesangslehrer wirkte Köhler an der Hochschule für Musik und Theater. Er lehnte wiederholt die Vergabe des Titels „Professor“ an seine Person ab. Von Herbert von Karajan hatte er seine Arbeitshaltung erlernt. Von jenem übernommene Kernsätze, wie „Kann ich nicht, gibt es nicht! Was man nicht kann, muss man sich erarbeiten!“, oder „Was ist die Erste Pflicht eines Lehrers und Leiters? Sich überflüssig zu machen!“ – bestimmten den Fortgang seiner Lehrtätigkeit. Seinen Schülern gab er das Rüstzeug mit, sängerisch selbständig zu sein, um sich bei Problemen immer zuerst auf die Grundregeln des bei ihm Erlernten stützen zu können. Anfänger unterrichtete er sieben Tage pro Woche, um dann im Laufe der Zeit die Häufigkeit seines Unterrichtes auf die Pflichtstundenzahl zu reduzieren.
Sieben Sänger und Sängerinnen mit dem Titel Kammersänger hat Köhler auf den Weg gebracht bzw. stimmlich betreut, die Sängerinnen Joan Carroll, Ruth-Margret Pütz, Margarete Berg, Elisabeth Pack und die Sänger Gerd Nienstedt, Siegfried Haertel und Barr Peterson. Auch die Baritone Leonhard Delany, Tonio Larisch, Georg Schulz, Manfred Ball, Reinhard Braun und die Tenöre Horst Hoffmann und Joachim Siemann wurden von ihm in Gesang unterwiesen. Mehrere spätere Hochschulprofessoren haben ihre Gesangsausbildung bei Otto Köhler erhalten: Manfred Ball, Günter Binge, Gerd Nienstedt, Friedrich-Wilhelm Tebbe und Michael Temme, sowie die Konzert- und Opernsänger Christine Reil, Heike Henkel, Dieter Miserre und Ulf Kenklies.
Die meisten männlichen Schüler Otto Köhlers waren aus dem Knabenchor Hannover hervorgegangen, dessen Männerstimmen er stimmlich betreute. Darunter auch Gerry Schmidt, der später sowohl den Extra-Chor der Staatsoper Hannover leitete, als auch deren Kinderchor. Damit gestaltete Otto Köhler sowohl selbst als auch durch seine Schüler das Klangbild des Hannoverschen Opernensembles, der genannten Chöre unter Gerry Schmidt, des Hannoverschen Knabenchores und der Schaumburger Märchensänger durch F.-W. Tebbe.